# F.C. Motagua Reservas
No debe confundirse con el club de primera división Fútbol Club Motagua.
El Fútbol Club Motagua Reservas es un equipo de fútbol de la Liga de Reservas de Honduras, con sede en la ciudad de Tegucigalpa. Este equipo juega sus partidos de local en el Estadio el Birichiche. Su tradicional rival es el Club Deportivo Olimpia Reservas.

## Historia
El Club Deportivo Águilas del Motagua se fundó en el año 2010 después de que el equipo filial del Club Deportivo Motagua que jugaba en la Liga Nacional de Ascenso desapareciera, en el primer torneo de reservas que jugó el Motagua terminó en la final que la perdió ante el Olimpia.
Después de haber conseguido un subtítulo en el Torneo Clausura 2010-11, después de haber diputado la final ante el Olimpia Reservas, el Motagua Reservas regresa a la final de este torneo, una vez más disputando la final con su máximo contrincante, el Olimpia, solo que esta vez la final le correspondió al azul profundo venciendo en la final al Olimpia, así logrando conseguir el título del Torneo Clausura 2011-12.

## Estadio
El Estadio Birichiche es un estadio de fútbol ubicado a cercanías del Estadio Nacional de Tegucigalpa y el Parque de pelota Lempira Reyna. El estadio cuenta con una capacidad para 4.000 espectadores y tiene una superficie de césped artificial de séptima generación.

## Uniforme
- Uniforme titular: Camiseta azul marino, pantalón azul marino y medias azul marino.
- Uniforme alternativo: Camiseta azul celeste con rayas horizontales azul marino, pantalón azul celeste y medias azul celeste.

## Palmarés

### Torneos nacionales
- Liga Nacional de Fútbol de Reservas de Honduras (3): 2011–12 C, 2013–14 A, 2016-17 A.